# Rhizocarpales
Rhizocarpales Miądl. & Lutzoni ex Miądl. & Lutzoni – rząd grzybów z klasy miseczniaków (Lecanoromycetes).

## Systematyka
Pozycja w klasyfikacji według Index Fungorum: Rhizocarpales, Lecanoromycetidae, Lecanoromycetes, Pezizomycotina, Ascomycota, Fungi.
Według aktualizowanej klasyfikacji Index Fungorum bazującej na Dictionary of the Fungi do rzędu Pertusariales należą rodziny:
- Rhizocarpaceae M. Choisy ex Hafellner 1984
- Sporastatiaceae' Bendiksby & Timdal 2013[2].